# Rubus camptostachys
Rubus camptostachys — вид квіткових рослин родини трояндових (Rosaceae).

## Поширення
Поширення: Німеччина, Польща, Швеція, Нідерланди, Чехія, Люксембург, Бельгія, Франція.
В Україні наводиться для Карпат